# Cinémathèque suisse

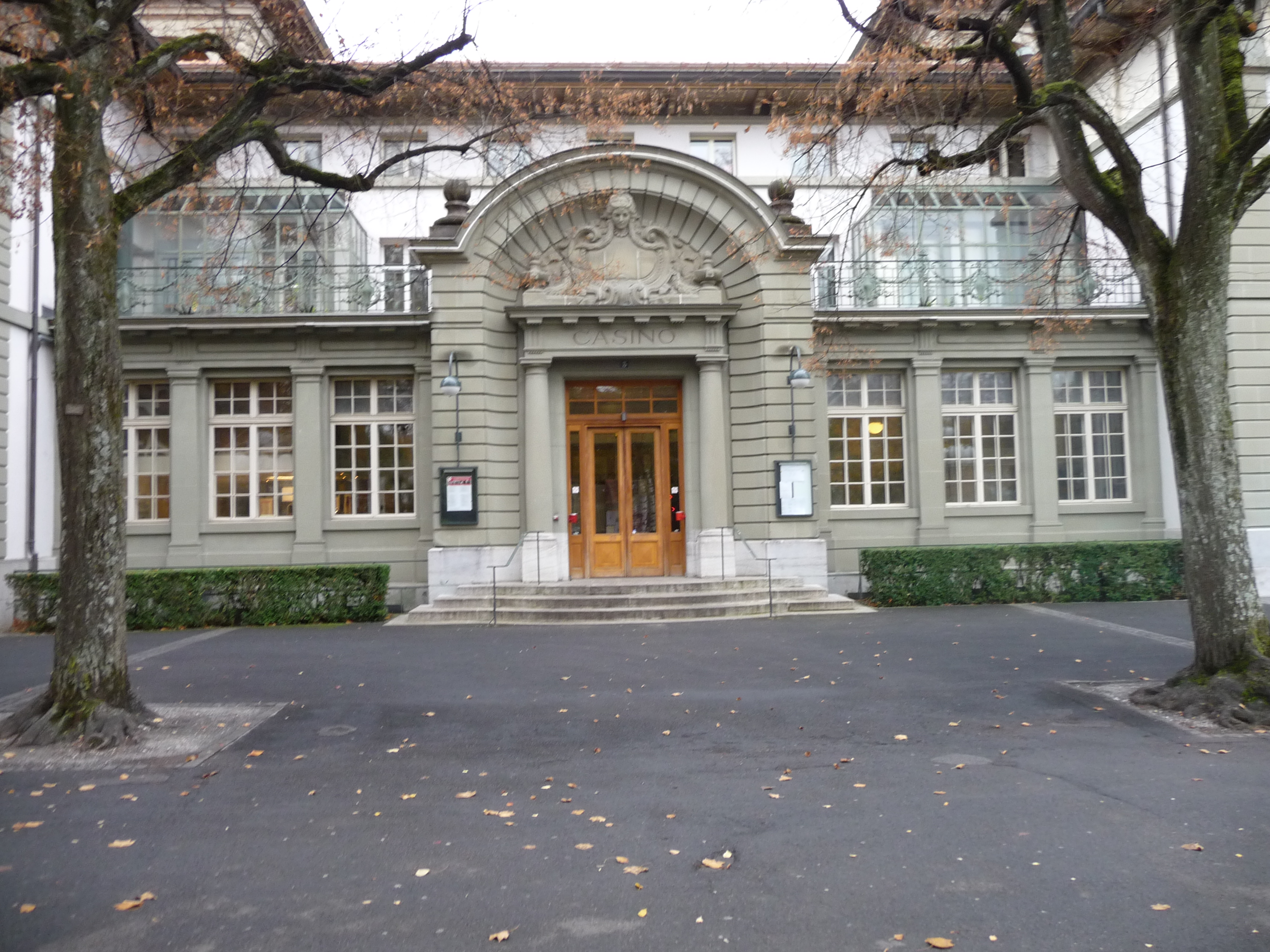
Casino de Montbenon, sede de la Cinémathèque suisse.

La Cinémathèque suisse (Cinemateca suiza) es una fundación privada de utilidad pública que tiene su sede en Lausana. Los dos tercios de su financiación provienen de fondos públicos.

## Colección
Los archivos de la cinemateca suiza figuran como bien cultural suizo de importancia nacional. En 2012, se componen de « más de 565 000 bobinas de film, 300 000 carteles, 2,8 millones de fotos y 30 000 libros».
Estas colecciones no están abiertas al público pero pueden ser consultadas.

## Historia
- El 1 de octubre de 1943 : los Archivos cinematográficos suizos son creados en Basilea pero la ciudad corta los subsidios en abril de 1948 debido a las posiciones demasiado "izquierdistas" de los responsables.
- El 3 de noviembre de 1948 : una fundación es creada en Lausana bajo la iniciativa de Claude Emery y René Favre, animadores del Ciné-club de Lausana. La fundación adopta su nombre definitivo.
- 1951 : la Cinémathèque es dirigida por Freddy Buache.
- 1966 : empiezan las proyecciones bimensuales de la Cinémathèque en una sala del Colegio de Béthusy.
- 1981 : se convierte en fundación privada apoyada al 66 % por fondos de la Confederación, del ayuntamiento de Lausana y del cantón de Vaud.
- 1981 : la Cinémathèque es traslada al « Casino de Montbenon », donde dispone de dos salas de proyección.
- 1991 : creación del Centro de archivos de Penthaz.
- 1996 : Hervé Dumont toma la dirección de la Cinémathèque en lugar de Freddy Buache.
- 2001 : la Cinémathèque se hace cargo del centro de documentación cinematográfico « Zoom » en Zúrich con la totalidad de sus colecciones (30 000 dossiers de prensa en alemán, 75 000 fotos).
- El transfer de película sobre soporte vídeo numérico es sistematizado.
- Un programa de numerización de la iconografía es puesto en marcha.
- 2008 : Marc Wehrlin asume la dirección de forma provisoria.
- 2009 : Frédéric Maire se convierte en el nuevo director (director artístico del Festival de Locarno de 2005 a 2009).
- 2011 : trabajos de ampliación del Centro de archivos de Penthaz.

## Metas
Las metas de la fundación son los siguientes : 
- Recoger y salvaguardar los archivos de la cinematografía de cualquier origen
- Aumentar, conservar, restaurar y presentar sus colecciones
- Constituir un museo nacional y un centro de estudio del cine
- Servir un propósito de utilidad pública sin ánimo de lucro

## Locales
- Centro principal en el Casino de Montbenon de Lausana
- Centro de archivos de Penthaz
- Centro de documentación cinematográfica « Zoom » en Zúrich

## Asociación
- Les Amis de la Cinémathèque suisse (LACS)